# Tengen
För speltillverkaren, se Tengen (speltillverkare)
Tengen är en stad i Landkreis Konstanz i regionen Schwarzwald-Baar-Heuberg i Regierungsbezirk Freiburg i förbundslandet Baden-Württemberg i Tyskland.  Folkmängden uppgår till cirka 5 000 invånare, på en yta av 62 kvadratkilometer.
Tengen erhöll stadsrättigheter 1291, vilka indrogs 1921, men sedan 1952 är orten åter stad. Den kände ingenjören Otto Lueger föddes där.